# Niḫirija
Niḫirija auch Niḫrija (urartäisch URUNi-ḫi-ri-a) war eine Stadt und gleichnamiges Land im südöstlichen Anatolien, das aus hethitischen, assyrischen und urartäischen Quellen belegt ist. Auf der Stele von Surb Pogos in Van berichtet der urartäische König Sarduri II., Niḫirija unterworfen zu haben. Sie war zu dieser Zeit die Königsstadt von Arme.
Niḫirija wird meist mit Martyropolis (Neferkert/Nepčerkert/Mîyafariqîn, heute Silvan östlich von Diyarbakır) gleichgesetzt. Es wurde jedoch auch Eğil am oberen Tigris vorgeschlagen.